# Camané
Camané; eigentlich Carlos Manuel Moutinho Paiva dos Santos Duarte (* 20. Dezember 1966 in Oeiras) ist ein portugiesischer Fado-Sänger. Er zählt zu den bekanntesten männlichen Fadistas der neuen Generation. Seine jüngeren Brüder Hélder Moutinho und Pedro Moutinho sind ebenfalls Fadistas.

## Werdegang

### Bis 1994
Seine musikalische Karriere startete Camané noch als Kind im Jahr 1979, nachdem er die „Grande Noite do Fado“ (deut.: Große Nacht des Fado) gewonnen hatte. So nahm er bereits 1979 ein erstes, von António Chainho produziertes Album und 4 Singles auf. Danach folgten Auftritte in verschiedenen Klubs und Fado-Lokalen.
Bedingt durch den Stimmbruch und sein eher auf ein Kind zugeschnittenes Repertoire sang Camané dann längere Zeit nicht mehr öffentlich, bis Freunde ihn 1984 dazu überredeten, nach erneuten Studioaufnahmen (A Alma Jovem do Fado, Die Junge Seele des Fados; 1982) auch wieder öffentlich in Fadohäusern zu singen, wie dem Sr.Vinho, dem Faia oder dem Fado Menor u. a. Es ergaben sich auch Fernsehauftritte, doch es waren seine Mitwirkungen an den Musiktheater-Produktionen unter Filipe la Féria, wie etwa Grande noite, Maldita cocaína oder Cabaret (1993, 1994), und dann vor allem seine Auftritte bei den Noites da Fado, den von seiner späteren Frau Aldina Duarte produzierten Fadonächten am Teatro da Comuna (1994–1995), die ihn bekannter machten. Hier lernte er auch den bekannten Liedermacher José Mário Branco kennen, der alle seine späteren Alben produzierte.
1994 war Lissabon Kulturhauptstadt Europas, und Camané trat zusammen mit Carlos do Carmo auf, dem Großmeister des modernen Fados. Dieser kannte ihn schon von seinen Auftritten als kleiner Junge im Faia, dem Fadolokal der Familie Carlos do Carmos (seine Mutter war die Fadista Lucília do Carmo). Carlos do Carmo zeigte sich beeindruckt vom erwachsenen Camané und förderte ihn.

### Von 1995 bis 2010
1995 erschien Camanés erstes neues Album, Uma noite de Fado (Eine Fado-Nacht), und er begann auch im europäischen Ausland aufzutreten. Er produzierte erste Videoclips für das Fernsehen, und die zurückhaltende Gestaltung von Clips, Plattencovern und Plakaten wurde fortan zu einem Markenzeichen.
Mit seinem Auftritt auf der Weltausstellung 1998 in Lissabon erweckte er dann größere Aufmerksamkeit und sang in der Folge auf Festivals in Rennes und Paris. Zeitgleich wurde sein Album Na linha da vida (Auf der Linie des Lebens) in Holland und in Belgien veröffentlicht, begleitet von Konzerten dort. Ende 1998 nahm er an der Feier zum 35-jährigen Bühnenjubiläum von Carlos do Carmo teil.
Im Folgejahr wurde Na linha da vida in Südkorea veröffentlicht, und seine Touren führten Camané in dem Jahr bis in die portugiesische Besitzung Macau, das zum Ende des Jahres von Portugal zurück an China gegeben wurde.
2000 wurde sein Album Esta coisa da alma (Diese Sache mit der Seele) zeitgleich in Portugal (wo er eine Silberne Schallplatte bekam) und Benelux veröffentlicht, begleitet von Konzerten, dabei zwei ausverkaufte Nächte im Concertgebouw (Amsterdam) und ein Auftritt beim Festival von Brügge.
Im nächsten Jahr veröffentlichte er Pelo dia dentro (In den Tag hinein), was in Portugal innerhalb von 3 Wochen Silberstatus erreichte.
Im Jahr 2002 wirkte er neben erneut vielen Konzerten in Benelux insbesondere an einer Veranstaltung im Brüsseler Palais des beaux arts rund um das Werk von Fernando Pessoa mit.
2003 erschien eine Zusammenstellung von Camané-Liedern im Hemisphere-Weltmusik-Katalog der EMI unter dem Titel The art of Camané, und in Portugal erschien seine erste Live-CD Camané - como sempre... como dantes (Camané - wie immer... wie früher), für das er Gold erhielt.
Zusammen mit verschiedenen renommierten Musikern der portugiesischen Rock- und Pop-Szene startete er da im nächsten Jahr das Tribut-Projekt „Humanos“, das sich dem Werk des Popmusikers António Variações mit neuen Interpretationen widmete. Das sich anschließende Jahr 2005 war dann für ihn geprägt vom erfolgreichen Humanos-Projekt, neben eigenen Konzerten, etwa in Kanada oder in Paris beim Festival d’Île de France. Außerdem gewann er den Amália Rodrigues-Preis als bester männlicher Fado-Sänger.
Camanés erste DVD (live im Teatro São Luiz in Lissabon) erschien 2006, und er erntete Applaus bei zwei Konzerten auf der Buchmesse in Turin (der „Fiera internationale del libro“) und bei seinem Konzert auf dem Helsinki Festival. Zum Abschluss der Lissabonner Stadtfeste (Festas de Santo António, Fest des Stadtpatrons, dem Antonius von Padua aus Lissabon) trat Camané dann mit Carlos do Carmo an der Torre de Belém vor 20.000 Menschen auf.
2007 sang Camané unter anderem mit dem Lissaboner Symphonieorchester im Theater S.Luiz und interpretierte Lieder von Brel, Jobim, Sinatra und anderen. Im April des Jahres veröffentlicht er sein Album Sempre de mim (Immer von mir), das für 3 Wochen auf Platz 1 der portugiesischen Verkaufscharts einstieg und Goldstatus erreichte. Im folgenden Jahr trat er unter anderem in Sevilla auf der Womex auf, der weltgrößten Weltmusik-Messe.
Seine zwei Abende im renommierten Centro Cultural de Belém im Jahr 2009 waren ausverkauft, und sein Konzert im Lissaboner Coliseu dos Recreios erschien anschließend als DVD. Seine Konzertreisen führten ihn in diesem Jahr unter anderem nach Argentinien, Chile, Peru und Uruguay, nach Bulgarien, Ungarn und Polen. Noch im selben Jahr erschien Do amor e dos dias (Von der Liebe und den Tagen). Das Album stieg ebenfalls sofort auf Platz 1 der Hitparade in Portugal ein und erreicht dort wiederum Gold-Status. Das Konzert zur Präsentation, erneut im „Centro Cultural de Belém“, war ebenfalls wieder ausverkauft.

### Seit 2010
Sein USA-Debüt erfolgte 2011 und erfuhr Beachtung. So wurde sein Konzert in der Brooklyn Academy of Music von der New York Times gelobt.
2014 drehte der portugiesisch-US-amerikanische Regisseur Bruno de Almeida einen Dokumentarfilm über Camané.
Nachdem die 2013 erschienene Best of O Melhor 1995-2013 bis auf Platz 2 der Charts aufstieg, erreichte sein 2015 folgendes Album Infinito Presente die Spitze der Hitparade. Gleiches gelang ihm 2017 mit dem Album Camané canta Marceneiro, auf dem er Lieder des wegweisenden Fadista Alfredo Marceneiro (1891–1982) neu interpretierte. Und auch seine 2019 unter dem Titel Aqui está-se sossegado veröffentlichte Zusammenarbeit mit dem Jazzpianisten und Komponisten Mário Laginha kam bis auf Platz eins.
2021 veröffentlichte Camané sein Album Horas Vazias, auf dem er Fados von bekannten portugiesischen Pop/Rock- und Folksängern interpretierte, darunter Namen wie Pedro Abrunhosa, Jorge Palma, Sérgio Godinho oder Vitorino Salomé, aber auch von so unterschiedlichen Fadokünstlern wie Amália Rodrigues, Carminho oder Amélia Muge. Er spielte das Album mit den Gitarristen Carlos Manuel Proença (Gitarre) und José Manuel Neto (Portugiesische Gitarre) ein, auch der Bassist Carlos Bica, der Saxofonist Ricardo Toscano und der Akkordeonspieler João Barradas wirkten mit. Unter den Stücken waren auch eine Interpretation eines Gedichtes von Fernando Pessoa und ein Stück seines 2019 verstorbenen Produzenten und Mentors, der vom Publikum und besonders hoch in Musikerkreisen geschätzte José Mário Branco. Auch ihm widmete Camané das Album, das bis auf Platz 2 der Charts kam.

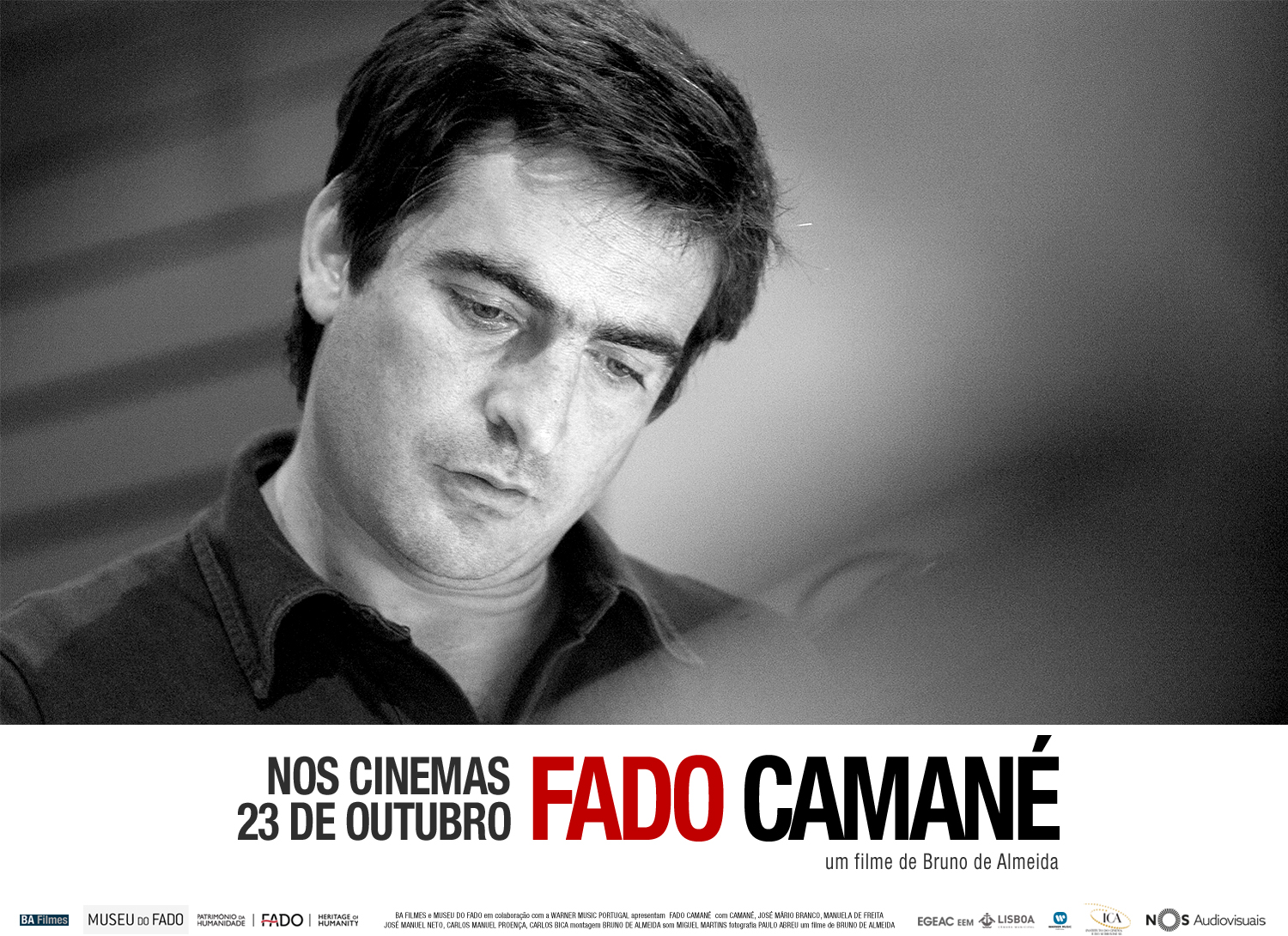
Filmfoto aus Fado Camané (2014)

## Camané im Film
Camané wirkte bei Carlos Sauras preisgekröntem Film Fados mit, ebenso bei dem mehrfach ausgezeichneten Soundtrack des preisgekrönten Dokumentarfilms von 2010, José e Pilar (über den Literaturpreisträger José Saramago und seine Frau Pilar del Rio), und bei The Lovebirds, der mehrfach prämierten, international besetzten Liebeserklärung des Regisseurs Bruno de Almeida an die Stadt Lissabon 2008.
In dem Film Operação Outono (Regie Bruno de Almeida) hatte Camané 2012 seine erste wesentliche Schauspielrolle, nachdem er zuvor meist als Fadosänger in Fernsehproduktionen und Filmen aufgetreten war, so etwa in Eugène Greens Film The Portuguese Nun 2009. Zuletzt war er 2020 in João Nuno Pintos Kriegsdrama Mosquito in Begleitung von André Dias (Gitarre) und Pedro Santos (Akkordeon) als portugiesischer Soldat in Ostafrika im Ersten Weltkrieg zu sehen, der seine Kameraden als Sänger unterhält.
2014 erschien mit Fado Camané ein Dokumentarfilm über Camané, ebenfalls von Regisseur Bruno de Almeida.

## Rezeption
Camané gehörte zu den ersten Vertretern einer innovativen „neuen Generation“ von Fadistas, von Medien und von Fado-Freunden gleichermaßen gefeiert. Seine unverwechselbare Stimme, sein Repertoire und sein überzeugendes, dabei zurückhaltendes Auftreten machten ihn zu dem beliebten Fadista, der er ist. Er führte die Verwendung des Kontrabasses im Fado ein. Es gelang ihm, u. a. bei zwei Stücken der populären Punkrock/Rockband Xutos & Pontapés und auf dem 2003er-Album des Liedermacher-Altmeisters Sérgio Godinho mitzuwirken, und dabei stets ein reiner Fado-Sänger zu bleiben.

## Diskografie

### Alben
- Cantiga do meu tamanho (1979)
- A alma jovem do fado (1982)
- Uma Noite de Fados (1995)
- Na Linha da Vida (1998)
- Esta Coisa da Alma (2000)
- Pelo Dia Dentro (2001)
- Como sempre... Como dantes (Live 2003)
- The art of Camané - the prince of Fado (2004)
- Sempre de Mim (2008) CD
- Camané ao vivo no Coliseu CD (+ DVD)
- Do Amor e dos Dias (2010) CD (+ DVD)
- O melhor 1995-2013 (Best-of, 2013)
- Infinito Presente (2015) CD (+ DVD)
- Camané canta Marceneiro (2017)
- Aqui está-se sossegado (mit Mário Laginha, 2019)
- Horas vazias (2021) CD und Doppel-LP

### Videoalben
- Ao vivo no S.Luiz DVD (Live, 2004)
- Ao vivo no Coliseu DVD (Live, 2009)
- Fado Camané DVD (Dokumentarfilm von Bruno de Almeida, 2014)
- Infinito Presente DVD, in Teilauflage mit der CD (Dokumentation der Albumproduktion)